# 小島良喜
小島 良喜（こじま よしのぶ、1957年11月22日 - ）は、日本のピアニスト・編曲家・作曲家・音楽プロデューサー。兵庫県出身で血液型はO型、愛称はkoji、こじやん。

## 経歴
1974年、17歳の頃から関西エリアを中心にキーボーディストとしてスターキングデリシャス、桑名正博、Baker's-Shop、塩次伸二などロック・R&B系アーティストのサポート・ミュージシャンとして活動を始める。1980年代からアメリカ/カリフォルニアでも活動し始め多数レコーディングに参加。日本とアメリカを行き来する。編曲、音楽プロデュースもこの時期に多数のものがある。1986年には桑田佳祐が結成したKUWATA BANDのメンバーとして活動した。
1994年後半からルイジアナ州ニューオーリンズに拠点を置き、その前の'80年代ではロサンゼルス、オークランド、サンフランシスコ等で数々のトップミュージシャンとのセッションにも参加、ジェフ・バクスター、ゴードン・エドワーズ（Stuff.etc）、1994年からのニューオリンズで、マイケルワード&リワード、ワイルド・マグノリアス等多くの現地ミュージシャンと作品を作り、バーナード・パーディ、デイヴィッド・T・ウォーカーなど世界の一流ミュージシャン等と多数共演する。数十万人が集う“ニューオーリンズ・ジャズ&ヘリテッジ・フェスティバル”への出演、アメリカ国内のバンドツアー、ヨーロッパツアー、教会ゴスペル音楽への参加と、小島にとってロサンゼルス、ニューオーリンズを拠点にした延べ20〜30年に渡る音楽経験が現在のスタイルの基礎になっている。
本田竹広、佐山雅弘等とのピアノ・デュオを経て自身による初のキャリアでもあるトリオ“コジカナツル”を、日野皓正グループのレギュラーメンバーでベーシストの金澤英明、若手ドラマーの鶴谷智生と2000年頃に結成、現在までに3枚のオリジナル・アルバムをリリースしている。その後、山木秀夫、金澤英明とKOJIKANAYAMAのトリオで東京・目黒のBlues Alley Japan、高円寺のJIROKICHI、大阪のミスターケリーズ、ビルボードライブ等を中心に全国各地でのライブ、ピアノソロも行なっている。
トリオの活動、コラボレーションの活動と並行して、浜田省吾、井上陽水、Char、高中正義等のライブサポートやレコーディングを山木秀夫、小田原豊、美久月千晴、今剛、長田進、斉藤ノブ等、国内のミュージシャンと共に行なっている。
2008年10月22日、山木秀夫、金澤英明、峰厚介、Char、TOKU等のミュージシャンの協力を得て制作された、自身初のソロ・アルバム『KOJIMA』をビーイング傘下のインディーズレコードレーベル、ZAZZYからリリースした。

## エピソード
桑名正博のライブの多くに参加した小島は、ライブ途中に桑名から「こじやん」「こじまよしのぶ」と名指しでよくいじられ、桑名が個人的にお気に入りの奏者であった。
桑名の自宅がある軽井沢近辺でのライブでは、桑名が「今日は電車が無いだろう?泊まっていけや!」とライブ終了後、そのまま桑名の自宅によく泊めてもらっていた。

## 参加作品

### レコード・CD
- 1976年　Show Boat Live（Label Event）
- 1977年　Star King Delicious 「1st - Star King Delicious」
- 1978年　Show Boat Live「Warm Up 1」「Warm Up 2」
- 1979年　大上留利子「Dreamer From West」/桑名晴子「Show Me Your Smile」
- 1980年　桑名晴子「Hot Line」/桑名正博「Rock'n Soul Special」（限定発売アナログレコード盤） -
- 1981年　桑名正博「Miller Dr.」
- 1982年　桑名晴子「Moon Light Island」
- 1983年　桑名正博「Womaniac」
- 1984年　桑名晴子「Face」
- 1985年　早川めぐみ「Metal Version」/桑名晴子「Don't You Know」/山根麻衣「Will」
- 1986年　KUWATA BAND「NIPPON NO ROCK BAND」「ROCK CONCERT」
- 1987年　前田亘輝「Loose」
- 1988年　金子美香「Verse Day」/河内淳一「One Heart」/桑名正博「Kuwana」/GWINKO「Teenage Beat」/真田広之「Summer Dream」/Ab's「Ab's 4」/宮崎萬純 「Cloudy Night」/THE BLUE HEARTS「TRAIN-TRAIN」/桑名正博「It's Only Love」/ Marcy&寺田恵子「夜をぶっとばせ!」
- 1989年　「Players Pole Position」Vol.1,Vol.3/「Dance To The Christmas Carol」 /杉山清貴「Listen To My Heart」/TOUGH BANANA「TOUGH BANANA」/前田亘輝「SMASH」
- 1990年　近藤房之助「Heart Of Stone(Live at Pit Inn)」「Go Back To De Basic Thing ( Live At The Roppongi Pit Inn)」/坪倉唯子「Loving You」/柳葉敏郎「don-den」
- 1991年　「Royal Straight Soul」/近藤房之助「Unchained Rhythm(Live At The Roppongi Pit Inn)」/浜田省吾「EDGE OF THE KNIFE」
- 1992年　近藤房之助「My Innoent Time (Live At The Roppongi Pit Inn)」/江口洋介「Love Songs」/井上陽水「ガイドのいない夜」/福山雅治「BOOTS」/河内淳一「戻れない夜」
- 1993年　「前田亘輝 & HIS BLUES FRIENDS」/T-BOLAN「HEART OF STONE」/井上陽水「UNDER THE SUN」/福山雅治「Calling」/ 織田哲郎「T」
- 1994年　江口洋介「Easy Going」/近藤房之助 And The Grub Street Band「23A Benwell Road」/玉置浩二「LOVE SONG BLUE」
- 1995年　永井"ホトケ"隆「Night People」/江口洋介「The Better 1991-1993」/寺岡呼人「GOLDEN CIRCLE」
- 1996年　江戸屋百歌撰子「1996/Nezumi」/内田有紀「愛のバカ」/Quncho「Q」/近藤房之助 And The Grub Street Band「Gravel Road」/近藤房之助「Rough Mixed (Live at Shinjuku Liquid Room)」/Lightning Blues Guitar Live「Lightning」Vol.1,Vol.2/浜田省吾「青空の扉 〜THE DOOR FOR THE BLUE SKY〜」/永井"ホトケ"隆「Fool's Paradise」/ ワイルド・マグノリアス「1313 Hoodoo Street」
- 1997年　井上昌己「Shoko Land」/The 99 1/2「More(Than 100)」
- 1998年　井上陽水「九段」/Char「Electric Guitar Concert」/江口洋介「Free Life 1994-1998」
- 1999年　Char「I' m Gonna Take This Chance」/ SMAP「BIRDMAN〜SMAP 013」/
- 2000年>>Botafogo Blues Band「Japan Tour Live」/tRICK bAG「Last Exit」/We' re Standing At The Cross Road「Tribute To Robert Johnson」/近藤房之助「I' m On My Way Up Again (Live At Blues Alley Japan)」/ Char「Char Played With And Without」/SMAP「らいおんハート」
- 2001年　井上陽水「UNITED COVER」/近藤房之助 The Place「Take Me Back To The Blues」/浜田省吾「SAVE OUR SHIP」
- 2002年　David Ralston「Blue Sky」/井上陽水「カシス」「Blue Selection」/Char「 Sacred Hills 聖なる丘」/Annette Brissett (Real Ragge Music)「Name Of Life」
- 2003年　井上陽水「GOLDEN BEST SUPER」/コジカナツル「1st - Kojikanatsuru-」/ 近藤房之助「Complete Of 近藤房之助 At The Being Studio」/浜田省吾「初秋」
- 2004年　コジカナツル「2nd - Live! -」/今井美樹「She is」/稲葉浩志「Peace Of Mind」
- 2005年　コジカナツル「3rd - Kojikanatsuru 3 Featuring多田 誠司」/浜田省吾「My First Love」
- 2006年　TOKU「Brand-New Beginning」/SAKURA「Soul Essence」/井上陽水「 LOVE COMPLEX」/渡辺美里「What A Wonderful World」/RYU「A Better Days」
- 2007年　織田哲郎「One Night」
- 2012年　浜田省吾「ON THE ROAD 2011 "The Last Weekend"」
- 2015年　浜田省吾「Dream Catcher」
- 2024年　木村充揮「アイニユケル」

### DVD & VIDEO
- 1993年　江口洋介「One One Night」/近藤房之助「Anytime Anyplace」
- 2001年　井上陽水「United Tour（Concert 1999 - 2001）」
- 2002年　Char「Live In Nippon Budokan 2001 Bamboo Joints」/浜田省吾「ON THE ROAD 2001」「WE ARE STILL ON THE ROAD」
- 2003年　高中正義「晴天」
- 2004年　近藤房之助「Rock Me Baby」/今井美樹「Dream Tour Final at Budokan 2004」/稲葉浩志「LIVE 2004 〜en〜」
- 2005年　高中正義「一天」/浜田省吾「SHOGO HAMADA Visual Collection "FLASH&SHADOW"」
- 2006年　高中正義「夕天」/Char「Amano-Jack Movin'〜The documentary on studio work & live tour of Char〜」
- 2007年　井上陽水「The Premium Night 昭和女子大学人見記念講堂ライブ」
- 2008年　浜田省吾「ON THE ROAD 2005-2007 "My First Love"」
- 2012年　浜田省吾「ON THE ROAD 2011 “The Last Weekend”」